# Điền kinh bãi biển tại Đại hội Thể thao Bãi biển châu Á 2016
Điền kinh bãi biển thi đấu tranh tài tại Đại hội Thể thao Bãi biển châu Á 2016 đã diễn ra ở Đà Nẵng, Việt Nam từ ngày 26 đến ngày 29 tháng 9 năm 2016 tại bãi biển Sơn Thủy, Đà Nẵng, Việt Nam.

## Danh sách huy chương

### Nam
| Nội dung                | Vàng                                                                                    | Vàng  | Bạc                                                                                | Bạc   | Đồng                                                                                | Đồng  |
| ----------------------- | --------------------------------------------------------------------------------------- | ----- | ---------------------------------------------------------------------------------- | ----- | ----------------------------------------------------------------------------------- | ----- |
| 60 m                    | Barakat Al-Harthi · Oman                                                                | 6.44  | Reza Ghasemi · Iran                                                                | 6.55  | Pan Xinyue · Trung Quốc                                                             | 6.77  |
| 4 × 60 m chạy tiếp sức  | Thái Lan · Kritsada Namsuwan · Aphisit Promkaew · Jaran Sathoengram · Bandit Chuangchai | 26.19 | Oman · Barakat Al-Harthi · Yahya Al-Noufali · Samir Al-Riyami · Khalid Al-Ghailani | 26.58 | Việt Nam · Bùi Văn Đông · Ngô Thế Nguyên · Bùi Bá Hạnh · Trịnh Việt Tú              | 26.93 |
| Chạy băng đồng          | Yousef Idriss Moussa · Qatar                                                            |       | Phạm Tiến Sản · Việt Nam                                                           |       | Hairane Jamal · Qatar                                                               |       |
| Chạy băng đồng đồng đội | Qatar · Yousef Idriss Moussa · Hairane Jamal · Abbas Hashim Salah · Ali Musaab Adan     | 9     | Việt Nam · Phạm Tiến Sản · Đỗ Văn Tính · Trần Văn Công · Võ Vũ Linh · Lê Quang Hòa | 12    | Thái Lan · Srisung Boonthung · Namkhet Sanchai · Innum Nattawut · Graiyarat Tanaton | 29    |
| Nhảy xa                 | Zhong Peifeng · Trung Quốc                                                              | 7.53  | Nguyễn Văn Công · Việt Nam                                                         | 7.47  | Sobhan Taherkhani · Iran                                                            | 7.35  |
| Nhảy ba bước            | Nguyễn Văn Hùng · Việt Nam                                                              | 16.63 | Tepparak Pratchaya · Thái Lan                                                      | 15.81 | Diones Mark Harry · Philippines                                                     | 15.72 |
| Ném                     | Ali Samari · Iran                                                                       | 18.29 | Guo Yanxiang · Trung Quốc                                                          | 17.78 | Promrob Juntima · Thái Lan                                                          | 17.10 |

### Nữ
| Nội dung                | Vàng                                                                                  | Vàng     | Bạc                                                                         | Bạc      | Đồng                                                           | Đồng     |
| ----------------------- | ------------------------------------------------------------------------------------- | -------- | --------------------------------------------------------------------------- | -------- | -------------------------------------------------------------- | -------- |
| 60 m                    | Lê Tú Chinh · Việt Nam                                                                | 7.60     | Khanrutai Pakdee · Thái Lan                                                 | 7.73     | Lê Thị Mộng Tuyền · Việt Nam                                   | 7.74     |
| 4 × 60 m chạy tiếp sức  | Thái Lan · Parichat Charoensuk · Khanrutai Pakdee · Phensri Chairoek · Supawan Thipat | 28.62    | Việt Nam · Lê Thị Mộng Tuyền · Lê Tú Chinh · Đỗ Thị Quyên · Nguyễn Thị Oanh | 29.16    | Trung Quốc · Huang Guifen · Wang Xuan · Wang Rong · Lin Huijun | 29.87    |
| Chạy băng đồng          | Phạm Thị Huệ · Việt Nam                                                               | 13.56.29 | Nguyễn Thị Oanh · Việt Nam                                                  | 14.02.01 | Lò Thị Thanh · Việt Nam                                        | 14.12.05 |
| Chạy băng đồng đồng đội | Việt Nam                                                                              | 6        | Thái Lan                                                                    | 25       | Không có đã trao HC                                            | —        |
| Nhảy xa                 | Bùi Thị Thu Thảo · Việt Nam                                                           | 6.32     | Nguyễn Thị Trúc Mai · Việt Nam                                              | 6.11     | Marestella Sunang · Philippines                                | 6.10     |
| Nhảy ba bước            | Vũ Thị Mến · Việt Nam                                                                 | 13.11    | Trần Huệ Hoa · Việt Nam                                                     | 13.06    | Parinya Chuaimaroeng · Thái Lan                                | 12.66    |
| Ném                     | Liu Xiangrong · Trung Quốc                                                            | 16.06    | Sun Yue · Trung Quốc                                                        | 14.50    | Areerat Intadis · Thái Lan                                     | 14.36    |

## Bảng huy chương
| Hạng               | quốc gia           | Vàng | Bạc | Đồng | Tổng số |
| ------------------ | ------------------ | ---- | --- | ---- | ------- |
| 1                  | Việt Nam (VIE)     | 6    | 7   | 2    | 15      |
| 2                  | Thái Lan (THA)     | 2    | 3   | 4    | 9       |
| 3                  | Trung Quốc (CHN)   | 2    | 2   | 3    | 7       |
| 4                  | Qatar (QAT)        | 2    | 0   | 1    | 3       |
| 5                  | Iran (IRI)         | 1    | 1   | 1    | 3       |
| 6                  | Oman (OMA)         | 1    | 1   | 0    | 2       |
| 7                  | Philippines (PHI)  | 0    | 0   | 2    | 2       |
| Tổng số (7 đơn vị) | Tổng số (7 đơn vị) | 14   | 14  | 13   | 41      |

## Kết quả

### Nam

#### 60 m
| Xếp hạng   | Vận động viên               | Thời gian  |            |
| Lượt đấu 1 | Lượt đấu 1                  | Lượt đấu 1 | Lượt đấu 1 |
| ---------- | --------------------------- | ---------- | ---------- |
| 1          | Barakat Al-Harthi (OMA)     | 6.96       | Q          |
| 2          | Reza Ghasemi (IRI)          | 6.97       | Q          |
| 3          | Bandit Chuangchai (THA)     | 7.09       | Q          |
| 4          | Trịnh Việt Tú (VIE)         | 7.23       | q          |
| 5          | Liang Jinsheng (CHN)        | 7.42       |            |
| 6          | Ali Hassan Al-Jassim (QAT)  | 7.62       |            |
| Lượt đấu 2 |                             |            |            |
| 1          | Pan Xinyue (CHN)            | 7.10       | Q          |
| 2          | Yahya Al-Noufali (OMA)      | 7.11       | Q          |
| 3          | Eid Abdulla Al-Kuwari (QAT) | 7.18       | Q          |
| 4          | Masbah Ahmmed (BAN)         | 7.32       | q          |
| —          | Sobhan Taherkhani (IRI)     | DNS        |            |

| Xếp hạng | Vận động viên               | Thời gian |
| -------- | --------------------------- | --------- |
| 1        | Barakat Al-Harthi (OMA)     | 6.44      |
| 2        | Reza Ghasemi (IRI)          | 6.55      |
| 3        | Pan Xinyue (CHN)            | 6.77      |
| 4        | Trịnh Việt Tú (VIE)         | 6.80      |
| 5        | Yahya Al-Noufali (OMA)      | 6.83      |
| 6        | Bandit Chuangchai (THA)     | 6.84      |
| 7        | Eid Abdulla Al-Kuwari (QAT) | 6.87      |
| 8        | Masbah Ahmmed (BAN)         | 7.06      |

#### 4 × 60 m chạy tiếp sức
28 tháng 9
| Xếp hạng | Đội               | Thời gian |
| -------- | ----------------- | --------- |
| 1        | Thái Lan (THA)    | 26.19     |
| 2        | Oman (OMA)        | 26.58     |
| 3        | Việt Nam (VIE)    | 26.93     |
| 4        | Philippines (PHI) | 30.93     |
| —        | Trung Quốc (CHN)  | DSQ       |

#### Nhảy xa
26 tháng 9
| Xếp hạng | Vận động viên           | Kết quả |
| -------- | ----------------------- | ------- |
| 1        | Zhong Peifeng (CHN)     | 7.53    |
| 2        | Nguyễn Văn Công (VIE)   | 7.47    |
| 3        | Sobhan Taherkhani (IRI) | 7.35    |
| 4        | Tang Gongchen (CHN)     | 7.35    |
| 5        | Julian Fuentes (PHI)    | 7.21    |
| 6        | Phichet Tharuaruk (THA) | 7.10    |
| 7        | Bùi Văn Đông (VIE)      | 6.97    |
| 8        | Saran Saenbuakham (THA) | 6.93    |

#### Ném
27 tháng 9
| Xếp hạng | Vận động viên         | Kết quả |
| -------- | --------------------- | ------- |
| 1        | Ali Samari (IRI)      | 18.29   |
| 2        | Guo Yanxiang (CHN)    | 17.78   |
| 3        | Promrob Juntima (THA) | 17.10   |
| 4        | Mosab Aisha (SYR)     | 16.04   |
| 5        | Thawat Khachin (THA)  | 16.02   |
| 6        | Gao Jian (CHN)        | 15.02   |
| 7        | Lam Wai (HKG)         | 13.80   |
| 8        | Nguyễn Khắc Huy (VIE) | 11.47   |

### Nữ

#### 60 m
| Xếp hạng   | Vận động viên           | Thời gian  |            |
| Lượt đấu 1 | Lượt đấu 1              | Lượt đấu 1 | Lượt đấu 1 |
| ---------- | ----------------------- | ---------- | ---------- |
| 1          | Lê Tú Chinh (VIE)       | 7.77       | Q          |
| 2          | Mazoon Al-Alawi (OMA)   | 7.90       | Q          |
| 3          | Lam On Ki (HKG)         | 7.93       | Q          |
| 4          | Wanwisa Kongthong (THA) | 7.94       | q          |
| 5          | Huang Guifen (CHN)      | 8.04       | q          |
| Lượt đấu 2 |                         |            |            |
| 1          | Khanrutai Pakdee (THA)  | 7.77       | Q          |
| 2          | Lê Thị Mộng Tuyền (VIE) | 7.90       | Q          |
| 3          | Lin Huijun (CHN)        | 8.13       | Q          |
| 4          | Chan Ka Sin (HKG)       | 8.41       |            |

| Xếp hạng | Vận động viên           | Thời gian |
| -------- | ----------------------- | --------- |
| 1        | Lê Tú Chinh (VIE)       | 7.60      |
| 2        | Khanrutai Pakdee (THA)  | 7.73      |
| 3        | Lê Thị Mộng Tuyền (VIE) | 7.74      |
| 4        | Mazoon Al-Alawi (OMA)   | 7.83      |
| 5        | Lam On Ki (HKG)         | 7.89      |
| 6        | Huang Guifen (CHN)      | 7.90      |
| 7        | Wanwisa Kongthong (THA) | 7.93      |
| 8        | Lin Huijun (CHN)        | 8.15      |

#### 4 × 60 m chạy tiếp sức
28 tháng 9
| Xếp hạng | Đội              | Thời gian |
| -------- | ---------------- | --------- |
| 1        | Thái Lan (THA)   | 28.62     |
| 2        | Việt Nam (VIE)   | 29.16     |
| 3        | Trung Quốc (CHN) | 29.87     |

#### Chạy băng đồng
29 tháng 9
- Nội dung chạy băng đồng ở Đại hội lần này được tổ chức với cự ly dài 4 km.

| Hạng | Vận động viên                    | Thành tích |
| ---- | -------------------------------- | ---------- |
| 1    | Phạm Thị Huệ (VIE)               | 13:56.29   |
| 2    | Nguyễn Thị Oanh (VIE)            | 14:02.01   |
| 4    | Lò Thị Thanh (VIE)               | 14:12.05   |
| 5    | Hoàng Thị Thanh (VIE)            | 14:28.32   |
| 6    | Vũ Thị Ly (VIE)                  | 14:43.36   |
| 3    | Lu Mengyao (CHN)                 | 14:54.93   |
| 7    | Natthaya Thanaronnawat (THA)     | 15:07.05   |
| 8    | Woraphan Nuanlsri (THA)          | 15:18.13   |
| 9    | Zhu Yuxuan (CHN)                 | 15:26.70   |
| 10   | Tanaphon Assawawongcharoen (THA) | 15:30.09   |
| 11   | Suneeka Prichaprong (THA)        | 15:36.67   |
| 12   | Kamonporn Yaemsee (THA)          | 16:42.26   |
| —    | Wang Xuan (CHN)                  | DNS        |

- Lu Mengyao được trao huy chương đồng vì quy tắc không trao cả 3 huy chương cho các vận động viên của cùng một quốc gia.

#### Chạy băng đồng đồng đội
29 tháng 9
| Hạng | Đội tuyển        | Điểm |
| ---- | ---------------- | ---- |
| 1    | Việt Nam (VIE)   | 6    |
| 2    | Thái Lan (THA)   | 25   |
| —    | Trung Quốc (CHN) | DNS  |

#### Nhảy xa
26 tháng 9
| Xếp hạng | Vận động viên              | Kết quả |
| -------- | -------------------------- | ------- |
| 1        | Bùi Thị Thu Thảo (VIE)     | 6.32    |
| 2        | Nguyễn Thị Trúc Mai (VIE)  | 6.11    |
| 3        | Marestella Sunang (PHI)    | 6.10    |
| 4        | Parinya Chuaimaroeng (THA) | 6.04    |
| 5        | Wang Rong (CHN)            | 5.93    |
| 6        | Sunisa Khotseemueang (THA) | 5.77    |
| 7        | Chan Ka Sin (HKG)          | 5.37    |
| 8        | Ma Xiaoling (CHN)          | 5.26    |
| 9        | Mazoon Al-Alawi (OMA)      | 4.76    |

#### Nhảy ba bước
28 tháng 9
| Xếp hạng | Vận động viên              | Kết quả |
| -------- | -------------------------- | ------- |
| 1        | Vũ Thị Mến (VIE)           | 13.11   |
| 2        | Trần Huệ Hoa (VIE)         | 13.06   |
| 3        | Parinya Chuaimaroeng (THA) | 12.66   |
| 4        | Zheng Jiaqi (CHN)          | 11.38   |
| —        | Sunisa Khotseemueang (THA) | DNS     |
| —        | Zeng Rui (CHN)             | DNS     |

#### Ném
27 tháng 9
| Xếp hạng | Vận động viên           | Kết quả |
| -------- | ----------------------- | ------- |
| 1        | Liu Xiangrong (CHN)     | 16.06   |
| 2        | Sun Yue (CHN)           | 14.50   |
| 3        | Areerat Intadis (THA)   | 14.36   |
| 4        | Sawitri Thongchao (THA) | 13.39   |
| 5        | Hiba Omar (SYR)         | 12.84   |